# Geoff Simkins
Geoff Simkins (* 13. Oktober 1948 in Greenford, Middlesex als Geoffrey David Simkins) ist ein britischer Jazzmusiker (Altsaxophon, auch Klarinette, gelegentlich Schlagzeug), der an Lee Konitz orientiert Mainstream Jazz spielt.

## Leben und Wirken
Simkins stammt aus einer musikalischen Familie: Sein Vater war der Bandleader Benny Simkins (1911–1988); der Pianist Pete Simkins ist sein älterer Bruder. Er wuchs in Brighton auf, wo er im jugendlichen Alter zunächst als Schlagzeuger in Bands seines Vaters auftrat, aber auch mit Ted Ambrose, Terry Whitney oder Roy Bower. Dann wechselte er zum Saxophon und wurde Mitglied in Harry Strutters Hot Rhythm Orchestra. In den frühen 1970er Jahren zog er nach London, wo er auch mit der Temperance Seven auftrat.
Ab Mitte der 1970er Jahre arbeitete er auch mit Campbell Burnap zusammen und gastierte länger in der Schweiz. Er begleitete Musiker wie Art Farmer, Bobby Shew, Al Cohn, Tal Farlow, Slide Hampton, Warren Vaché, Al Grey, Kenny Davern, Bill Berry, Al Casey, Ruby Braff, Bill Coleman oder Conte Candoli. Seit den 1980er Jahren arbeitete er mit Danny Moss, mit dem er auch aufnahm, ebenso wie mit Billy Butterfield, Yank Lawson oder Howard Alden. Dann leitete er Combos gemeinsam mit Dave Cliff und gründete sein eigenes Quartett mit Nikki Iles, Simon Woolf und Martin France. Mit Cliff gehörte er auch zum Trio von Allan Ganley (Live at the Station).

## Diskographische Hinweise
- Don't Ask (2000)

mit Dave Cliff
- The Right Time (1987)
- Sipping at Bells (1995)
- The Music of Tadd Dameron (1997)
- Conversation (2008)

## Lexikalische Einträge
- John Chilton, Who’s Who of British Jazz. London: Continuum 2004; ISBN 978-0826472342